# Dr.-C.-Otto-Siepen
Der Dr.-C.-Otto-Siepen ist ein Fließgewässer in Dahlhausen, einem Stadtteil von Bochum. Er durchfließt ein gleichnamiges Kerbtal (Siepen) nördlich des Werks von Dr. C. Otto. 
Der Siepen ist seit 2020 Teil eines 67 ha großen Naturschutzgebiets. Der Bach war früher ein Zufluss des Hörsterholzbachs, der damals noch Eibecke genannt wurde, aber verlegt wurde. Etwa 350 m des Bachs sind naturnah. Im Bereich des Werksgeländes und des Eisenbahnmuseums Bochum ist er verrohrt. Er mündet rechtsseitig in die Ruhr.